# Francisco de Benavides y Vargas
Francisco de Benavides y Vargas (Guaranda, Provincia de Bolívar, 3 de noviembre de 1770-1841) fue un sacerdote y militar ecuatoriano que luchó a favor de las fuerzas realistas.

## Biografía
Hijo de criollos de Juan de Benavides y Barragán y Manuela Vargas y Montero de la Torre, nació el 3 de noviembre de 1770, natural de Guaranda, desde pequeño aspiraba a ser sacerdote católico.
Luchando a lado de Manuel Arredondo y Mioño, el cura Benavides destacó por su entrega a la causa relista, luchando en la batalla de Chimbo contra las fuerzas de Carlos de Montufar en 1812, para después de la batalla luchar en la batalla de Verdeloma y la batalla de Tanizagua, donde obtuvo su mayor rango ya que sale él mismo a enfrentar a las fuerzas guayaquileñas, que el coronel realista Miguel de La Piedra trató de evitar pero el poniéndose al frente hizo un audaz plan de batalla que acabó con las fuerzas guayaquileñas, poco después se enteró de la derrota de Melchor Aymerich en la batalla de Pichincha.

No tuvo más aceptar la capitulación de su querida Guaranda, que finalmente fue uno de los bastiones más fuertes de lo realistas, en la Independencia de Quito, En 1.840 se le ocurrió mandar a construir un cementerio, con la que tuvo pesadillas de la misma mano del bravo Teniente Coronel García cuyo recuerdo no había podido olvidar.
Murió en 1841 en su natal Guaranda.